# Big Lakes, Alberta
Big Lakes   este un district municipal situat central în Alberta. Districtul se află în Diviziunea de recensământ 17. El se întinde pe suprafața de 13,928.13 km2  și avea în anul 2011 o populație de 5,912 locuitori.
Cities Orașe
--
Towns Localități urbane
- High Prairie
- Swan Hills

Villages
Summer villages Sate de vacanță
--
Hamlets, cătune
- Enilda
- Faust
- Grouard or Grouard Mission
- Joussard
- Kinuso

Métis settlements
- East Prairie Métis Settlement
- Gift Lake Métis Settlement
- Peavine Métis Settlement

Indian reserves Rezervații indiene
- Drift Pile River
- Kapawe'no Freeman
- Halcro and Pakashan
- Sucker Creek
- Swan River

Așezări
- Aggie
- Big Prairie
- Gilwood
- Heart River
- Heart River Settlement
- Improvement District No. 17
- Kenzie
- Leicester
- Lesser Slave Lake Settlement
- Nine Mile Point
- Prairie Echo
- Salt Prairie
- Salt Prairie Settlement
- Sunset House
- Triangle

1. 1 2  Population and dwelling counts, for Canada, provinces and territories, and census subdivisions (municipalities), 2016 and 2011 censuses – 100% data (în engleză), 20 februarie 2019